# Mattia adlata
Mattia adlata is een vlinder uit de familie spanners (Geometridae). De wetenschappelijke naam is voor het eerst geldig gepubliceerd in 1895 door Staudinger.
De soort komt voor in Europa.